# ليون كامبل (لاعب كرة قدم أمريكية)
ليون كامبل (بالإنجليزية: Leon Campbell)‏ هو لاعب كرة قدم أمريكية أمريكي، ولد في 1 يوليو 1927 في باوكسيت في الولايات المتحدة، وتوفي في 2 سبتمبر 2002 في ليتل روك في الولايات المتحدة.

## وصلات خارجية
- ليون كامبل على موقع مرجع كرة القدم المحترفة.كوم (الإنجليزية)